# 霍巴特·奥尔特
霍巴特·奥尔特（英語：Hobart "Hobie" Alter，1933年10月31日—2014年3月29日），是一名美国的发明家和商人。他创制了双轨帆船，并创建了Hobie公司。
2014年，3月29日，他因癌症去世，享年80岁。